# Nie-Marksowski materializm historyczny
Nie-Marksowski materializm historyczny (NMMH) – teoria rozwoju społecznego, stworzona w latach 80. XX w. przez filozofa poznańskiej szkoły metodologicznej Leszka Nowaka. Centralnym zagadnieniem NMMH była jednostka i jej autonomia, dlatego wszelka władza traktowana była jako zło. Nowak pozostawał jednak sceptyczny co do możliwości zniesienia władzy – należało ją ograniczać, ale nie dało się usunąć. 
Nie-Marksowski materializm historyczny opierał się na założeniu, że rozwój społeczny wynika z walki między klasą obywateli a klasami panów. W odróżnieniu od marksizmu Nowak uznawał równorzędność różnych form opresji: ekonomicznej, politycznej i kulturowej, dlatego wyróżniał trzy różne klasy panów: właścicieli (dysponentów środków produkcji), władców (dysponentów środków przymusu) i kapłanów (dysponentów środków indoktrynacji – zarówno religii jak środków masowego przekazu). Według NMMH w toku rozwoju historycznego następowało zlewanie się klas panów: najpierw następowało „dwójpanowanie”, czyli rządy władców-kapłanów (w terminologii Nowaka „totalitaryzm”, np. faszyzm), potem „trójpanowanie” klasy władców-kapłanów-właścicieli (nazywane przez Nowaka „socjalizmem”). 
W przypadku uzależnienia jednego społeczeństwa przez drugie całe zniewolone społeczeństwo staje się klasą obywateli, dlatego zdaniem Nowaka wyzwolenie narodowe miało priorytet przed społecznym.